# Morti nel 2003/Febbraio
| Questa pagina contiene informazioni ricavate automaticamente dalle voci biografiche con l'ausilio del template Bio e di un bot. L'aggiornamento è periodico e automatico e ricostruisce completamente la pagina. Se manca una persona in questa lista, sei pregato di non aggiungerla, ma accertati piuttosto che la sua voce biografica contenga il template Bio e che i dati anagrafici siano correttamente compilati. Se il template Bio manca, inseriscilo tu stesso o, in alternativa, metti l'avviso {{tmp\|Bio}} che ne segnala la mancanza. Se i dati riportati sono sbagliati, correggi direttamente la voce biografica; le modifiche saranno visibili in questa lista entro pochi giorni. Per chiarimenti vedi il progetto biografie. La lista contiene solo le 120 persone che sono citate nell'enciclopedia e per le quali è stato implementato correttamente il template Bio. Pagina aggiornata al 18 ago 2025. |

- 1º febbraio - Michael Anderson, astronauta statunitense (n. 1959)
- 1º febbraio - David McDowell Brown, astronauta statunitense (n. 1956)
- 1º febbraio - Kalpana Chawla, astronauta indiana (n. 1962)
- 1º febbraio - Laurel Clark, astronauta statunitense (n. 1961)
- 1º febbraio - Rick Husband, astronauta statunitense (n. 1957)
- 1º febbraio - William McCool, astronauta statunitense (n. 1961)
- 1º febbraio - Ilan Ramon, astronauta israeliano (n. 1954)
- 1º febbraio - Mongo Santamaría, percussionista cubano (n. 1917)
- 2 febbraio - Carlos Alberto Etchandy Gimeno Navarro, arcivescovo cattolico brasiliano (n. 1931)
- 2 febbraio - Lou Harrison, compositore e musicista statunitense (n. 1917)
- 2 febbraio - Emilia Hazelip, agricoltrice spagnola (n. 1937)
- 2 febbraio - Jack Lauterwasser, ciclista su strada e pistard britannico (n. 1904)
- 2 febbraio - Marcello Truzzi, sociologo statunitense (n. 1935)
- 2 febbraio - Eizō Yuguchi, calciatore giapponese (n. 1944)
- 3 febbraio - Lana Clarkson, attrice e modella statunitense (n. 1962)
- 3 febbraio - Venanzo Crocetti, scultore italiano (n. 1913)
- 3 febbraio - Marco Cugiani, matematico italiano (n. 1918)
- 3 febbraio - Erminio Favaro, calciatore italiano (n. 1921)
- 3 febbraio - William Kelley, sceneggiatore statunitense (n. 1929)
- 3 febbraio - João César Monteiro, regista, sceneggiatore e attore portoghese (n. 1939)
- 4 febbraio - Benyoucef Benkhedda, politico algerino (n. 1920)
- 4 febbraio - Pierre Carteus, calciatore belga (n. 1943)
- 4 febbraio - Jerome Hines, basso statunitense (n. 1921)
- 4 febbraio - André Noyelle, ciclista su strada belga (n. 1931)
- 4 febbraio - Jaroslav Šajtar, scacchista ceco (n. 1921)
- 5 febbraio - René Cardona Jr., regista, attore e produttore cinematografico messicano (n. 1939)
- 5 febbraio - Micky Fenton, calciatore inglese (n. 1913)
- 5 febbraio - Guillermo González Calderoni, poliziotto messicano (n. 1948)
- 5 febbraio - Manfred von Brauchitsch, pilota automobilistico tedesco (n. 1905)
- 6 febbraio - António Bentes, calciatore portoghese (n. 1927)
- 6 febbraio - José Craveirinha, poeta mozambicano (n. 1922)
- 6 febbraio - René Haby, politico francese (n. 1919)
- 6 febbraio - Martin Roth, militare tedesco (n. 1914)
- 7 febbraio - François Désbonnet, pallanuotista francese (n. 1920)
- 7 febbraio - Luigi Ferrando, ciclista su strada e ciclocrossista italiano (n. 1911)
- 7 febbraio - Augusto Monterroso, scrittore guatemalteco (n. 1921)
- 8 febbraio - Alfred Aston, allenatore di calcio e calciatore francese (n. 1912)
- 8 febbraio - Manoel Francisco do Nascimento Brito, editore brasiliano (n. 1922)
- 8 febbraio - Alice Treff, attrice e doppiatrice tedesca (n. 1906)
- 9 febbraio - Herma Bauma, giavellottista austriaca (n. 1915)
- 9 febbraio - Rodolfo Guerrini, politico e sindacalista italiano (n. 1919)
- 9 febbraio - Vera Ralston, attrice cecoslovacca (n. 1919)
- 10 febbraio - Curt Hennig, wrestler statunitense (n. 1958)
- 10 febbraio - José Lewgoy, attore brasiliano (n. 1920)
- 10 febbraio - Max Pécas, regista cinematografico, sceneggiatore e produttore cinematografico francese (n. 1925)
- 10 febbraio - Vera Valli, cantante italiana (n. 1926)
- 10 febbraio - Luigi Urbini, direttore d'orchestra italiano (n. 1928)
- 10 febbraio - Omero Urilli, calciatore italiano (n. 1920)
- 11 febbraio - Daniel Toscan du Plantier, produttore cinematografico francese (n. 1941)
- 12 febbraio - Michel Graillier, pianista francese (n. 1946)
- 12 febbraio - Franco Moccagatta, giornalista italiano (n. 1926)
- 12 febbraio - Vali Myers, ballerina e pittrice australiana (n. 1930)
- 12 febbraio - Riccardo Romano, politico italiano (n. 1922)
- 12 febbraio - Brian Stanbridge, ufficiale inglese (n. 1924)
- 13 febbraio - Kid Gavilán, pugile cubano (n. 1926)
- 13 febbraio - Stacy Keach, attore statunitense (n. 1914)
- 13 febbraio - Walt Whitman Rostow, economista e sociologo statunitense (n. 1916)
- 14 febbraio - Norm Dawson, cestista canadese (n. 1911)
- 14 febbraio - Gunnar Johansson, calciatore svedese (n. 1924)
- 14 febbraio - Paul Meehl, psicologo statunitense (n. 1920)
- 14 febbraio - Grigorij Mkrtyčan, hockeista su ghiaccio sovietico (n. 1925)
- 14 febbraio - Fritz Pollard Jr., ostacolista statunitense (n. 1915)
- 14 febbraio - Roswitha Poppe, storica dell'arte tedesca (n. 1911)
- 14 febbraio - Maurizio Salabelle, scrittore italiano (n. 1959)
- 15 febbraio - Aldo Albera, canoista italiano (n. 1923)
- 15 febbraio - Alexander Bennett, ballerino britannico (n. 1929)
- 15 febbraio - Roberto Leydi, etnomusicologo italiano (n. 1928)
- 15 febbraio - Gwyn Manning, calciatore gallese (n. 1915)
- 15 febbraio - Fulvio Martini, ammiraglio italiano (n. 1923)
- 15 febbraio - Fulvio Montini, ciclista su strada italiano (n. 1914)
- 15 febbraio - Francisque Ravony, politico malgascio (n. 1942)
- 15 febbraio - Joaquín Solano, cavaliere messicano (n. 1913)
- 16 febbraio - Nidal Fathi Rabah Farhat, ingegnere militare palestinese (n. 1971)
- 16 febbraio - Aleksandar Tišma, scrittore serbo (n. 1924)
- 17 febbraio - John Day, storico statunitense (n. 1924)
- 17 febbraio - Silvano Signori, politico, partigiano e sindacalista italiano (n. 1929)
- 18 febbraio - Enzo Aparo, matematico e informatico italiano (n. 1921)
- 18 febbraio - Isser Harel, agente segreto israeliano (n. 1911)
- 19 febbraio - Richard L. Anderson, statistico statunitense (n. 1915)
- 19 febbraio - Washington Beltrán, avvocato, giornalista e politico uruguaiano (n. 1914)
- 19 febbraio - Ettore Geri, attore italiano (n. 1914)
- 19 febbraio - James D. Hardy, chirurgo statunitense (n. 1918)
- 20 febbraio - Maurice Blanchot, scrittore, critico letterario e filosofo francese (n. 1907)
- 20 febbraio - Aldo Boggia, calciatore svizzero (n. 1923)
- 20 febbraio - Michele Dixitdomino, pittore italiano (n. 1908)
- 20 febbraio - Orville Freeman, politico e militare statunitense (n. 1918)
- 20 febbraio - Paskal Sotirovski, astrofisico macedone (n. 1927)
- 21 febbraio - Pierre Jahan, fotografo, pittore e illustratore francese (n. 1909)
- 21 febbraio - Karel Kosík, filosofo ceco (n. 1926)
- 21 febbraio - Roberto Mango, architetto e designer italiano (n. 1920)
- 21 febbraio - Kevin O'Shea, cestista, allenatore di pallacanestro e dirigente sportivo statunitense (n. 1925)
- 21 febbraio - Eddie Thomson, allenatore di calcio e calciatore scozzese (n. 1947)
- 22 febbraio - Daniel Taradash, regista e sceneggiatore statunitense (n. 1913)
- 23 febbraio - Shlomo Argov, diplomatico israeliano (n. 1929)
- 23 febbraio - Christopher Hill, storico britannico (n. 1912)
- 23 febbraio - Annabella Miscuglio, scrittrice, regista e attivista italiana (n. 1939)
- 23 febbraio - Robert K. Merton, sociologo statunitense (n. 1910)
- 23 febbraio - Titos Vandis, attore greco (n. 1917)
- 24 febbraio - Susan Johnson, attrice statunitense (n. 1927)
- 24 febbraio - Bernard Loiseau, cuoco francese (n. 1951)
- 24 febbraio - Alberto Sordi, attore, regista e comico italiano (n. 1920)
- 24 febbraio - Antoni Torres, calciatore spagnolo (n. 1943)
- 25 febbraio - Alvaro Amici, cantautore e attore italiano (n. 1936)
- 25 febbraio - Aleksandr Kemurdžian, ingegnere aeronautico sovietico (n. 1921)
- 26 febbraio - Christian Goethals, pilota automobilistico belga (n. 1928)
- 26 febbraio - Jaime Ramírez, calciatore cileno (n. 1931)
- 26 febbraio - Othar Turner, musicista statunitense (n. 1907)
- 27 febbraio - John Lanchbery, arrangiatore, direttore d'orchestra e compositore britannico (n. 1923)
- 27 febbraio - Wolfgang Larrazábal, politico, ammiraglio e diplomatico venezuelano (n. 1911)
- 27 febbraio - Fred Rogers, pastore protestante e personaggio televisivo statunitense (n. 1928)
- 27 febbraio - Piero Scanziani, scrittore svizzero (n. 1908)
- 27 febbraio - Gigi Stok, fisarmonicista, compositore e arrangiatore italiano (n. 1920)
- 28 febbraio - Albert Batteux, calciatore e allenatore di calcio francese (n. 1919)
- 28 febbraio - Chris Brasher, siepista, orientista e giornalista britannico (n. 1928)
- 28 febbraio - Dinos Dimopoulos, sceneggiatore, regista e regista teatrale greco (n. 1921)
- 28 febbraio - Elio Lotti, cantante italiano (n. 1921)
- 28 febbraio - Pete Millar, fumettista e illustratore statunitense (n. 1929)
- 28 febbraio - Marzio Morocutti, calciatore svizzero (n. 1973)
- 28 febbraio - Fidel Sánchez Hernández, generale e politico salvadoregno (n. 1917)
- 28 febbraio - Wladimiro Tulli, pittore italiano (n. 1922)